# Esporles
Esporles ist eine  Gemeinde auf der spanischen Baleareninsel Mallorca. Der gleichnamige Hauptort liegt nordwestlich von Palma in einem Tal der Gebirgskette Serra de Tramuntana. Im 19. Jahrhundert verhalfen kleine Textilmanufakturen und Papierfabriken dem Ort zu bescheidenem Wohlstand.

Kirche, links: Rathaus von Esporles

## Orte der Gemeinde
Im Jahr 2006 betrug der Ausländeranteil 10,5 % (479), der Anteil deutscher Einwohner 2,6 % (119).Zur Gemeinde Esporles gehören folgende Orte:
- Esporles (3623 / 4227 Einwohner)
- S’Esgleieta (40 / 429 Einwohner)

Die Einwohnerzahlen in Klammern stammen vom 1. Januar 2008. Die erste Zahl gibt dabei die Einwohner der geschlossenen Ortschaften an, die zweite Zahl die Einwohner der Orte einschließlich der hinzu zu rechnenden „verstreut“ lebenden Bevölkerung außerhalb der eigentlichen Siedlungen. (Quelle: INE)

## Sehenswürdigkeiten
Die monumentale Pfarrkirche Església de Sant Pere zeugt vom  einstigen Reichtum von Esporles. Die neugotische Fassade wurde zu Anfang des 20. Jahrhunderts nach Plänen des Architekten Gaspar Bennàssar i Moner erbaut. Der prächtige Barockaltar aus dem 17. Jahrhundert befand sich einst im Augustinerinnenkloster Santa Margalida in Palma.

## Wandermöglichkeiten
Esporles liegt am Fernwanderweg GR 221, der vom äußersten Südwesten der Insel durch das Tramuntanagebirge nach Port de Pollença im Nordosten führt. Besonders reizvoll ist das Teilstück von Esporles in den Nachbarort Banyalbufar, es verläuft größtenteils auf dem gepflasterten alten Postweg Camí des Correu.
Eine Kurzwanderung führt zur Ermita de Maristella hinauf. Die ehemalige Einsiedelei aus dem 19. Jahrhundert liegt westlich von Esporles auf einer Lichtung in einem von Erdbeerbäumen durchsetzten Steineichenwald.

## Persönlichkeiten
Catalina Homar (1869–1905), der langjährigen Lebensgefährtin des Erzherzogs Ludwig Salvator von Österreich-Toskana, wurde in Esporles geboren.